# William Saliba
William Alain André Gabriel Saliba (født d. 24. marts 2001) er en fransk-libanesere professionel fodboldspiller, som spiller for Premier League-klubben Arsenal og Frankrigs landshold.

## Baggrund
Saliba er født i Frankrig til en far fra Libanon og en mor fra Cameroun.

## Klubkarriere

### Saint-Étienne
Saliba begyndte sin karriere hos Saint-Étienne, hvor han gjorde sin professionelle debut i september 2018.

### Arsenal

#### Skifte og leje tilbage
Saliba skiftede i juli 2019 til Arsenal, og blev med det samme lejet tilbage til Saint-Étienne for 2019-20 sæsonen.

#### Lejeaftaler
Efter han kom til Arsenal i juli 2020 lykkedes det ikke Saliba at etablere sig, og han blev i januar 2021 udlejet igen, denne gang til OGC Nice. Efter en halv sæson i Nice blev han igen udlejet i juli 2021, denne gang til Olympique de Marseille. Salibas leje til Marseille var en stor succes, og han blev efter 2021-22 sæsonen kåret som den bedste unge spiller i Ligue 1, samt inkluderet på årets hold i Ligue 1.

#### Arsenal karriere
Saliba vendte tilbage til Arsenal for 2022-23 sæsonen, og gjorde sin Premier League debut den 5. august 2022. Han spillede hvert eneste minut af 2023-24 sæsonen i Premier League, og blev hermed den første Arsenal spiller til at opnå dette.

## Landsholdskarriere

### Ungdomslandshold
Saliba har repræsenteret Frankrig på samtlige ungdomsniveauer.

### Seniorlandshold
Saliba debuterede for Frankrigs landshold den 25. marts 2022.

## Titler
Arsenal
- FA Community Shield: 2 (2020, 2023)

Individuelle
- UNFP Ligue 1 Årets unge spiller: 1 (2021-22)
- UNFP Ligue 1 Årets hold: 1 (2021-22)
- Premier League Årets hold: 1 (2022-23)